# 2016-os szocsi légi katasztrófa
A 2016-os szocsi repülőgép-katasztrófa 2016. december 25-én történt, amikor az oroszországi védelmi minisztérium Szocsiból felszálló és a szíriai Latakiába tartó Tu–154 típusú repülőgépe a Fekete-tengerbe zuhant és az összes rajta utazó személy meghalt.

## A katasztrófa
A gép Moszkvából indult, és üzemanyag-feltöltésre szállt le Szocsiban. A gép parancsnoka Roman Volkov volt. A vasárnap hajnali, helyi idő szerint 05:27-es felszállás után a repülő valamilyen okból nem tudott továbbemelkedni, és 2 perccel később a Fekete-tenger felett eltűnt a radarok képernyőjéről. A mentési munkálatokban mintegy 3500 ember vett részt, 39 hajó és vízi jármű, továbbá 135 búvárszakértő és 7 mélytengeri kutatóhajó. Az orosz parti őrség mellett abház mentőszolgálatok is közreműködtek. A roncsokat Szocsitól körülbelül 1,7 km-re a tengerben, 25 méteres mélységben találták meg. Az orosz Nyomozó Bizottság rendvédelmi vezetőjének december 25-iki álláspontja szerint a gép műszaki meghibásodása vagy a pilóta hibája okozhatta a repülőgép-katasztrófát. A terrorcselekményt teljesen kizárták. A szakértők először arra gyanakodtak, hogy az üzemanyag nem volt megfelelő, vagy idegen test került a hajtóműbe.

## A repülőgép
A repülőgép az Orosz Légierő Tupoljev 154B-2 típusú gépe volt, lajstromjele RA-85572, sorozatszáma pedig 83A-572 volt. 1983 óta állt szolgálatban és az utolsó útjáig 6689 órát repült. Az utolsó karbantartási munkálatokat 2016 szeptemberében hajtották végre rajta. A jelentések szerint felszállás előtt műszaki szempontból megfelelő állapotban volt.

## Áldozatok
A repülőgépen 84 utas és 8 fős személyzet utazott; mind a 92 ember elhunyt. A gépen tartózkodott a híres Alekszandrov-kórus 64 tagja is, akik újévi koncertet adtak volna a szíriai Hmejmim orosz katonai légitámaszponton a szíriai polgárháborúba a kormány oldalán beavatkozó orosz hadsereg ott állomásozó katonáinak. Emellett a gépen volt még  Anton Gubankov, az orosz védelmi minisztérium kulturális főosztályának igazgatója, a „Doktor Liza” néven ismert Jelizaveta Glinka, a Fair Help nevű nemzetközi segélyszervezet humanitárius munkása, 7 katona, 9 újságíró – három-három fő az orosz állami Pervij Kanal (Egyes csatorna), az NTV és a Zvezda tv-csatornáktól – valamint 2 polgári hivatalnok. Az tévés újságírók az ünnepségről akartak filmet forgatni, Glinka pedig egy kórházi segélyszállítmányt adott volna át.

## Következmények
Vlagyimir Putyin orosz államfő 2016. december 26-át nemzeti gyásznappá nyilvánította. Ferenc pápa imádkozott az áldozatokért, Áder János magyar államfő részvét-táviratot küldött, Szijjártó Péter magyar külügyminiszter levelet írt orosz kollégájának, Szergej Lavrovnak.
A katasztrófa után Oroszországban átmenetileg megtiltották az összes Tu–154 típusú utasszállító repülőgép használatát.